# Schnippenburg
Die Schnippenburg ist mit 1,4 Hektar Fläche eine kleinere Ringwallanlage, die in der vorrömischen Eisenzeit entstand. Ihre Reste liegen unter Wald westlich der Krebsburg im Ortsteil Schwagstorf von Ostercappeln im niedersächsischen Landkreis Osnabrück.

## Lage
Die Schnippenburg befindet sich im nordwestlichen Teil des Wiehengebirges innerhalb des Naturparks Nördlicher Teutoburger Wald. Sie liegt auf einer Höhe von 115 bis 125 Meter über NN auf einem Sporn der 160 Meter hohen Erhebung Venner Egge. Diese Stelle ermöglicht keinen weiträumigen Überblick, da sie von nördlich und südlich verlaufenen Bergkämmen des Wiehengebirges um 30 Meter überragt wird. Ein wichtiger Faktor zur Beurteilung der Schnippenburg ist ihre verkehrsgeographische Lage nahe einer Stelle, an der sich zwei überregionale Verkehrswege kreuzen. In etwa 500 Meter Entfernung verläuft eine alte Trasse der von Osnabrück ausgehenden Bremer Heerstraße, die sich etwa einen Kilometer von der Schnippenburg entfernt mit dem Hellweg vor dem Santforde kreuzt.

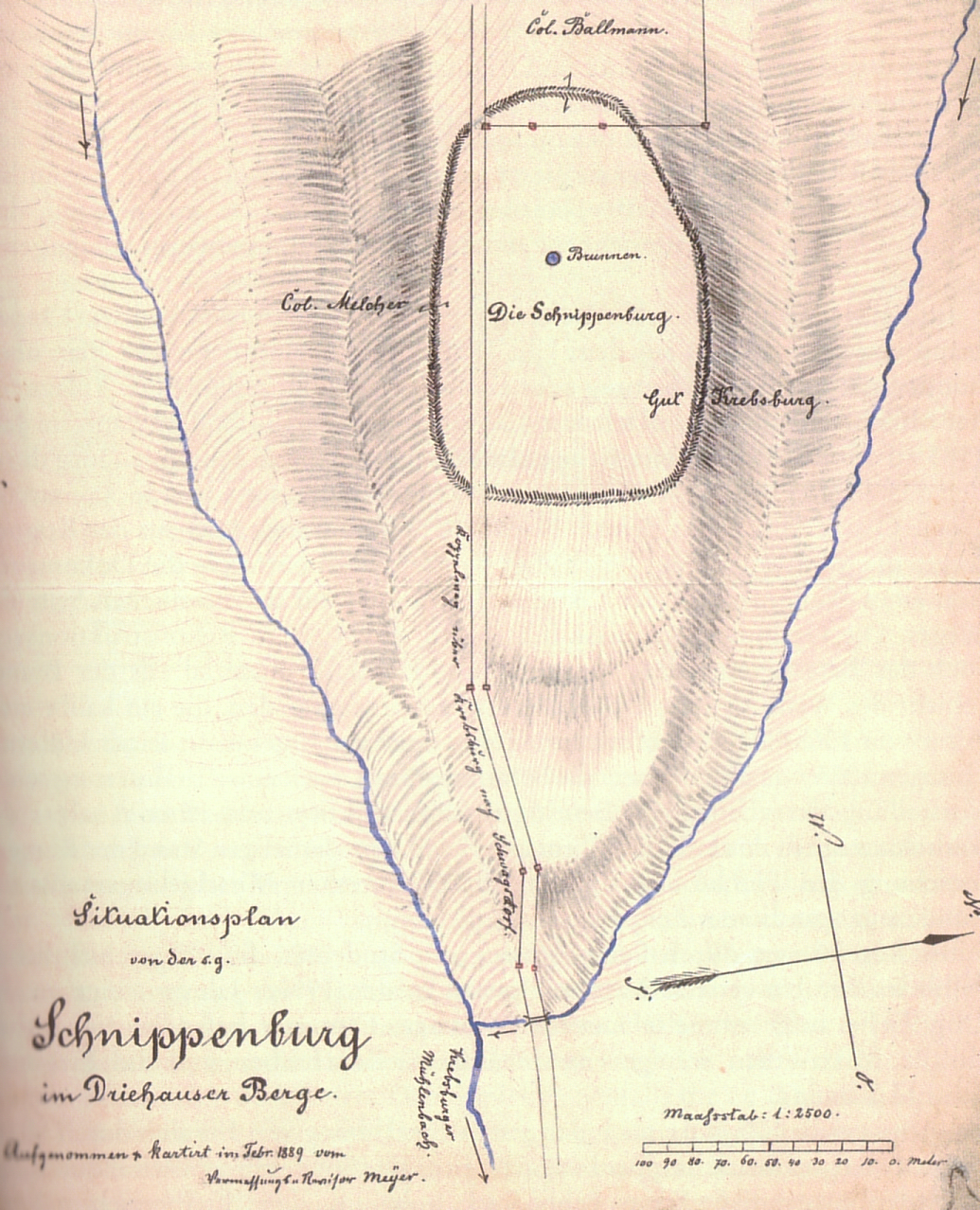
Erste Lageskizze durch den Heimatforscher Hermann Hartmann von 1889
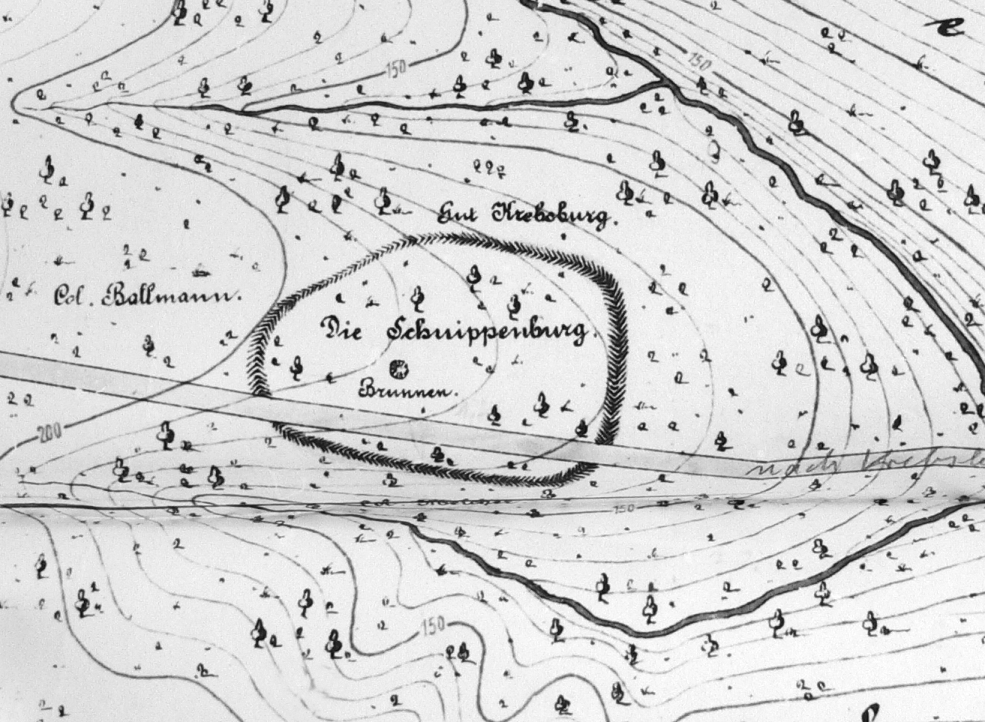
Lageskizze von Carl Schuchhardt Ende des 19. Jahrhunderts

## Beschreibung

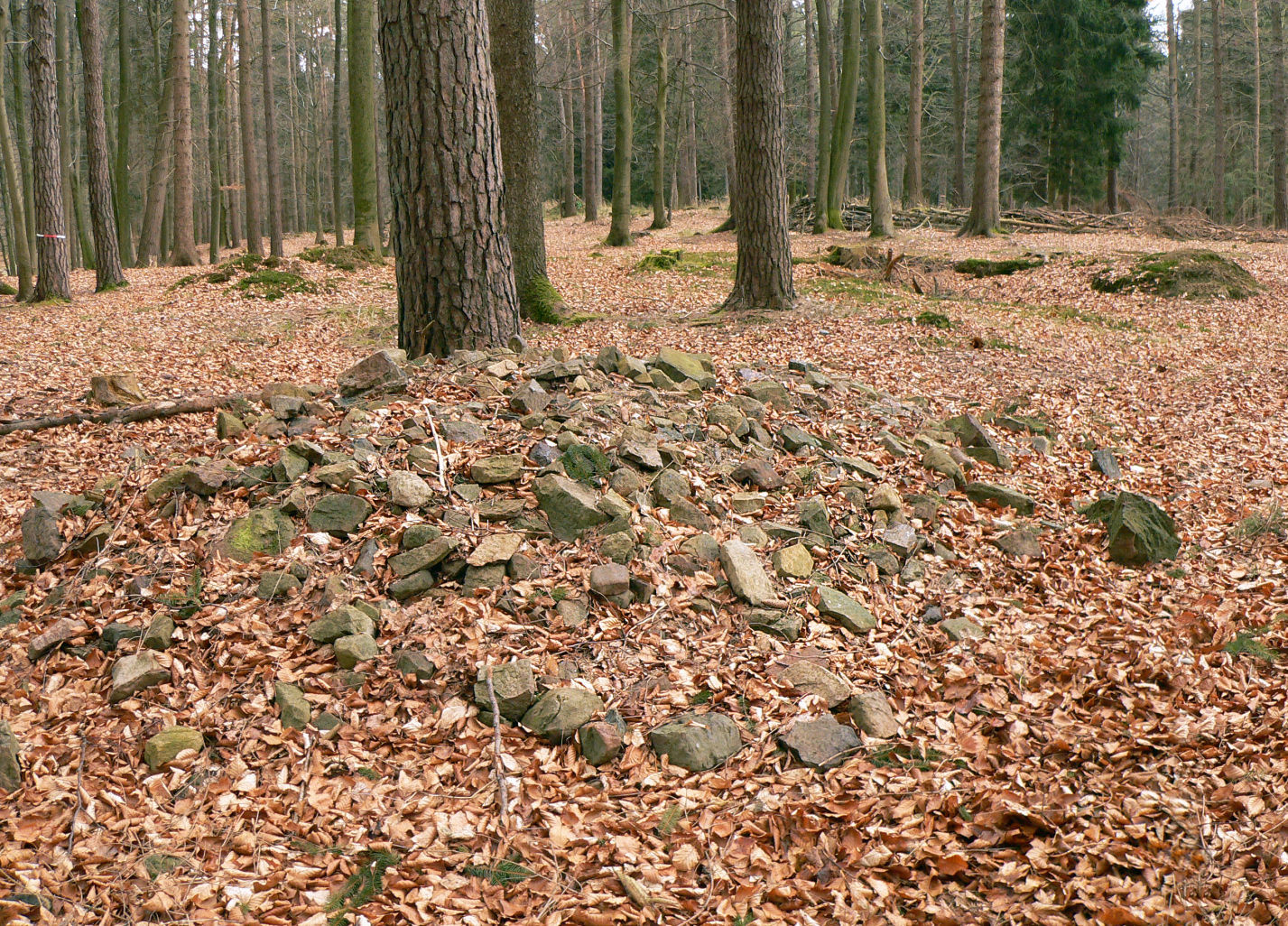
Steine der Frontmauer aus Trockenmauerwerk in situ (2014)

Die Innenfläche der Schnippenburg hat eine Ausdehnung von 170 × 110 Meter, was eine Fläche von rund 1,46 Hektar ergibt. Die stellenweise stark erodierten Wälle der Anlage haben noch eine Höhe von rund einem Meter und eine Breite von 6 bis 8 Meter. Der einzige Zugang lag an der Ostseite. In Verbindung mit der Wegeführung zum Eingang stehen vermutlich künstliche Terrassierungen am nördlichen Hang des Sporns. Die Außenmauer der Schnippenburg war eine rund 3 Meter hohe Pfostenschlitzmauer, deren Front als Trockenmauerwerk aus zwei Reihen aufgeschichteten Lesesteinen bestand. Das Mauerwerk war rund 1,5 Meter hoch und wurde durch Spaltbohlen aus Eiche gestützt, die das Mauerwerk überragten. Durch Verblendungen mit Spaltbohlen ergab sich ein Wehrgang auf der Mauer. Nach innen wurde die Mauer durch Holzpakete abgestützt. Stellenweise haben sich Überreste der Frontmauer aus Trockenmauerwerk in situ erhalten. Es führen 1,5 Meter breite Hohlwege durch die Anlage, die aus der eisenzeitlichen Nutzung des Areals stammen. Störungen erfuhr die Wallanlage in den letzten Jahrhunderten durch den Wegebau für die Forstwirtschaft.

## Forschungsgeschichte
Der erste Beleg für die Existenz der Wallanlage findet auf einem Kartenblatt von Johann Wilhelm du Plat im Jahr 1786, wo der Geländesporn als Auf der Schnippen-Burg bezeichnet wird. Ein Nennung als Flurstück Schnippenburg erfolgte auf einer 1805 erstellten Karte von Karl Ludwig von Le Coq. 1889 erstellte und publizierte der Heimatforscher Hermann Hartmann die erste Karte der Schnippenburg, die er mit Hilfe eines Vermessungsrevisors erstellt hatte. Sein Plan wurde in den 1890 erschienenen Atlas vorgeschichtlicher Befestigungen in Niedersachsen der Prähistoriker Carl Schuchhardt und August von Oppermann aufgenommen.

## Ausgrabungen

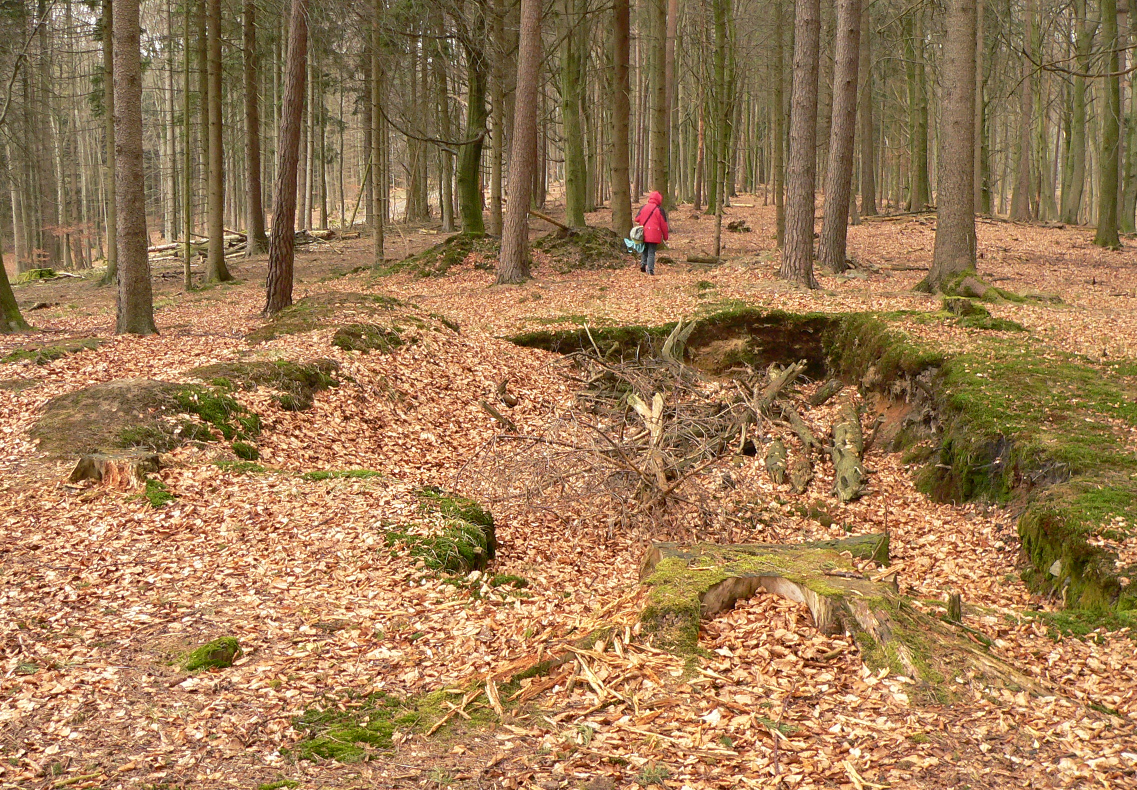
Frühere Ausgrabungsstelle im Wall

Erste archäologische Maßnahmen an der Schnippenburg gab es 1983 bei Sicherungsmaßnahmen am Wall. Eine erste Prospektion mit einem Metalldetektor erfolgte 1989, weitere folgten im Jahr 1999. Dies förderte eine Reihe von Metallgegenständen zutage, darunter Eisengeräte und Waffen sowie Bronzeschmuck aus der Latènezeit.
Von 2000 bis 2005 wurde die Anlage intensiv archäologisch erforscht. 2001 kam es zu einer sechs Monate andauernden Prospektion und ab 2002 zu großflächigen Ausgrabungen, bei denen 1.500 Fundstücke aus dem Innenraum geborgen wurden. Zu den gefundenen Gegenständen aus Eisen zählen Pfeilspitzen, Sensen, Messer, Sicheln, Beile, Lanzenspitzen, Kettenfragmente sowie Beschläge. Es wurden zahlreiche Schmuckgegenstände aus Bronze gefunden, die als Depot zu werten sind. Dazu zählen Armringe, ein Hohlwulstring, Fibeln, Ohrringe, Perlen und Ringe.

## Heutiger Zustand
Die Schnippenburg ist mittlerweile ausgeschildert, und an ihrem Standort steht eine Informationstafel. Ihre Reste sind im Gelände kaum auszumachen. Die beiden Abschnittswälle sind anhand leichter Bodenerhöhungen wahrnehmbar und die seitlichen Bereiche sind als scharfe Geländekante am steil abfallenden Hang erkennbar. Im Innenraum der Anlage und im Bereich der Wälle sind im Boden großflächige Eintiefungen vorhanden, die von früheren Ausgrabungen stammen.

## Deutung und Datierung

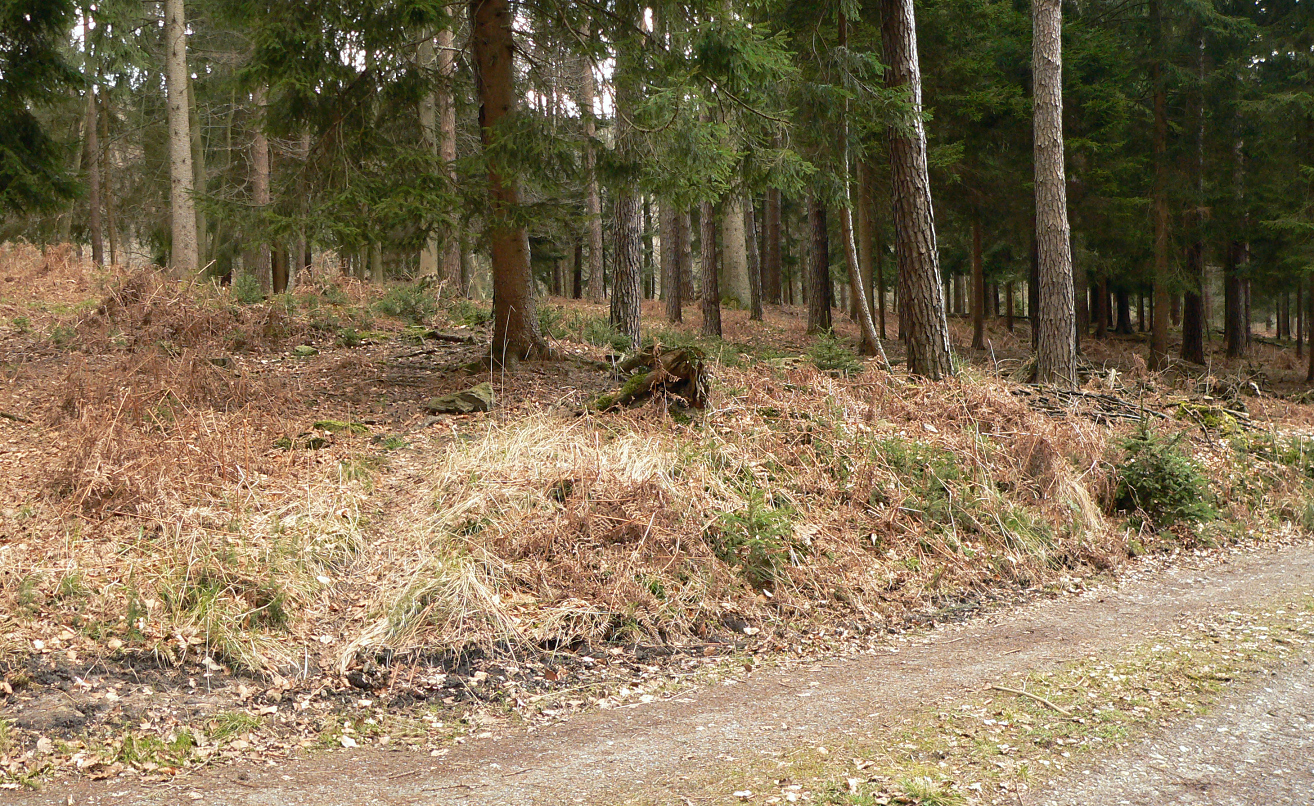
Von einem Waldweg durchschnittener Wall

Die Schnippenburg entstand in der vorrömischen Eisenzeit. Ihre Erbauung ließ sich anhand verkohlter Eichenhölzer aus der Frontbefestigung der Anlage dendrochronologisch auf die Zeit 268 ±10 v. Chr. datieren. Bei den 1983 durchgeführten Grabungen am Wall wurde Holzkohlematerial entnommen für eine C14-Datierung entnommen. Demzufolge brannte die Anlage nach lediglich 30–50 Jahren der Benutzung ab. Ob dem Brand ein kriegerisches Ereignis zugrunde lag oder sie von ihren Nutzern angesteckt wurde, ist nicht bekannt.
Bei der Schnippenburg handelte es sich um einen multifunktionalen Zentralort innerhalb eines größeren Siedlungsareals. Neben einer Nutzung als Siedlung gibt es Hinweise auf Fernhandel mit dem keltischen Raum und dem benachbarten Nordostwestfalen. Die Anlage ist einphasig. Im Gegensatz zu anderen frühgeschichtlichen Befestigungsanlagen, die in späteren Zeiten erneut genutzt wurden, wurde die Schnippenburg nach ihrer Zerstörung nicht wieder aufgebaut.
Opfergruben im Innenbereich der Wallanlage weisen auf einen Ort kultischer Handlungen hin. Weiter lassen Funde von Schlacke und eine große Anzahl an Eisenfunden eine lokale Eisenverhüttung in der unmittelbaren Umgebung der Anlage vermuten. Als Wehranlage hat diese Siedlung vermutlich nicht gedient, zumal sie – obwohl auf dem Sporn einer Anhöhe stehend – zwischen zwei Höhenzügen errichtet wurde. Die Schnippenburg lässt sich einer Gruppe kleiner leicht befestigter westfälischer Ringwälle zuordnen, die während des 3./2. vorchristlichen Jahrhunderts entstanden. Entsprechende Anlagen finden sich in dem gesamten Mittelgebirgszone von Schlesien über Mitteldeutschland, Südniedersachsen, Hessen und Westfalen bis in die Niederländische Provinz Drenthe, wobei die Schnippenburg der nordwestlichste Vertreter ist.

## Präsentation

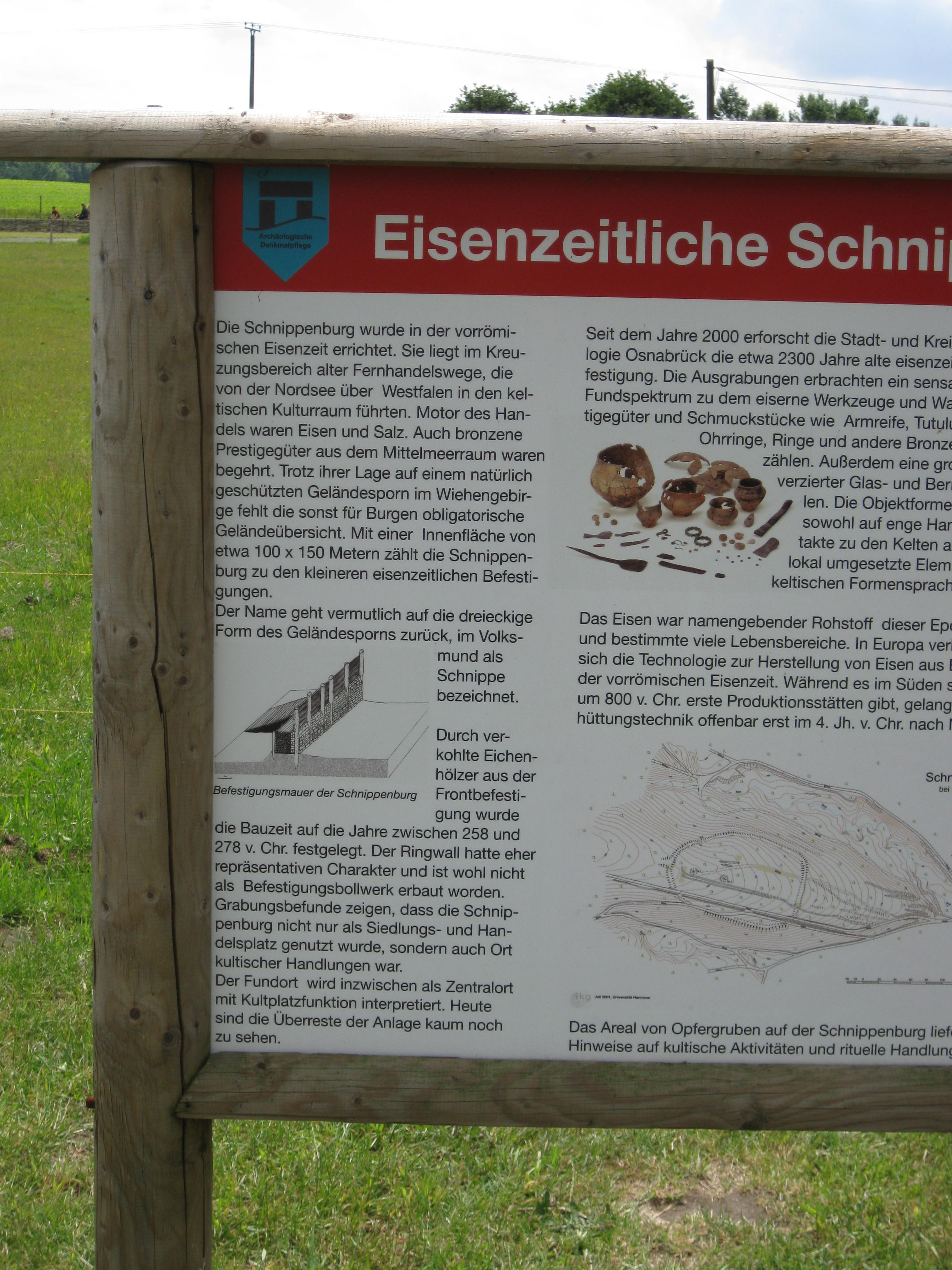
Teil einer Beschreibungstafel zur Schnippenburg

Im Ostercappelner Ortsteil Schwagsdorf wurde mit Mitteln des Konjunkturpaketes II ein Museum eingerichtet und 2010 eröffnet, in dem die Geschichte der Schnippenburg einschließlich der Fundstücke präsentiert wird.
Informationstafeln zur Schnippenburg finden sich in einigen Kilometern Entfernung in Darpvenne im Ostercappelner Ortsteil Venne. Dort wurde im Jahre 2008 mit dem Eisenzeithaus Darpvenne ein Wohnstallhaus aus der vorrömischen Eisenzeit auf einem entsprechend gestalteten Gelände rekonstruiert, das zeitlich Bezug auf die Schnippenburg nimmt.